# Mk 12 Special Purpose Rifle
Il fucile Mk 12 Special Purpose Rifle (SPR, Mod. 0/1/H) dell'United States Navy è un fucile da tiratore scelto che è stato in servizio presso le Forze speciali del Comando delle Operazioni speciali degli Stati Uniti in dotazione ai tiratori scelti fino al 2017. L'Mk12 è stato progettato per essere più corto rispetto alle armi standard e per il tiro di precisione da lunga distanza. L'abbreviazione "SPR" inizialmente stava per Special Purpose Receiver (in italiano, "castello per uso speciale"), in quanto faceva riferimento a un'aggiunta del sistema superiore del castello (parte del kit di modifiche Special Operations Peculiar Modification, SOPMOD); in seguito, la nomenclatura cambiò in Special Purpose Rifle (in italiano, "fucile a uso speciale") poiché l'arma divenne un sistema d'arma interamente a sé stante.

## Storia
L'Mk 12 SPR, utilizzato dalle forze del Comando delle Operazioni Speciali degli Stati Uniti (SOCOM) sia dello Esercito degli Stati Uniti che della Marina degli Stati Uniti, è una variante leggera da tiratore scelto della linea dei fucili d'assalto M16 per la fanteria. L'Mk 12 SPR camera il munizionamento standard 5,56×45 mm NATO, ed è progettato per sparare con fuoco semi-automatico, sebbene disponga di un selettore che permette il fuoco automatico in situazioni di emergenza.
Il progetto dell'SPR fu originariamente proposto nel 2000 da Mark Westrom, presidente di ArmaLite, mentre lavorava presso l'Arsenale di Rock Island, sul fiume Mississippi nello stato dell'Illinois. Il suo programma fu una conseguenza delle richieste sia dalle forze speciali dell'Esercito che della Marina, le quali desideravano un fucile con una portata effettiva maggiore di un fucile d'assalto M4, ma inferiore rispetto a un fucile di precisione SR-25. Il programma SPR (Special Purpose Rifle) sembra sia una conseguenza sia del programma Special Operations Peculiar Modification (SOPMOD) e del SEAL Recon Rifle della Marina degli Stati Uniti, un M16 da 16" sviluppato per i Navy SEAL come fucile da ricognizione. I primi modelli del Recon Rifle comprendevano il SPR, SPR/A e il SPR/B. La Divisione Crane del Naval Surface Warfare Center sviluppò il progetto del Recon Rifle.
Il Corpo dei Marine degli Stati Uniti (USMC) ha utilizzato l'Mk12 SPR verso la fine della guerra in Iraq e ampiamente nella guerra in Afghanistan. A metà 2011, il Comando delle Operazioni Speciali degli Stati Uniti (SOCOM) ha iniziato a rimuovere il Mk12 SPR dagli inventari e a rimpiazzarlo con la versione da cecchino dello SCAR-L Mk 17, con l'idea di completare l'intera transizione entro il 2017.

## Progetto
Il fucile è basato sul fucile d'assalto M16A2 e utilizza la medesima meccanica di funzionamento, ma è stato modificato per migliorare la precisione e la portata. La caratteristica principale del Mk 12 DMR è il suo cannocchiale da precisione, che è stato progettato per fornire un'alta risoluzione e un'ampia visione per un tiro preciso a lunga distanza. Il fucile è anche dotato di una canna pesante, che aiuta a ridurre il rinculo e a mantenere la precisione durante il tiro.
Il Mk 12 DMR è alimentato da un caricatore da 20 colpi e può sparare fino a 600 metri. Il fucile è in grado di sparare proiettili 5,56×45mm NATO con una velocità iniziale di 930 metri al secondo.
Il Mk 12 DMR è stato utilizzato in molte missioni di combattimento in Iraq e in Afghanistan, ed è considerato un'arma affidabile e precisa. Tuttavia, essendo un'arma progettata per il tiro di precisione, ha un costo maggiore rispetto ad altre armi d'assalto.